# Robert Ressler

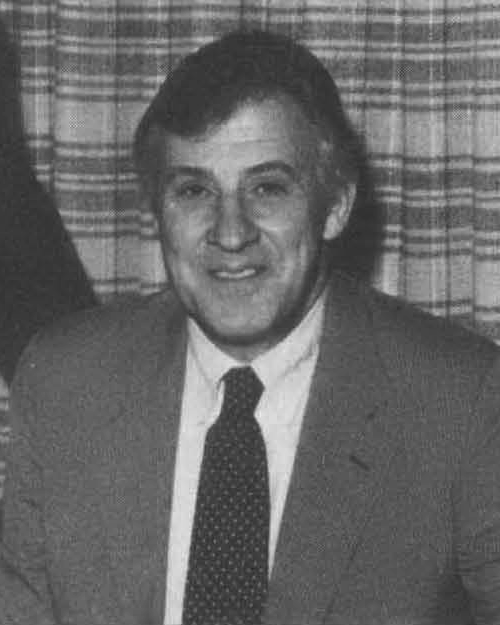
Robert Ressler

Robert Kenneth Ressler (Chicago, 15 februari 1937 – Spotsylvania County, 5 mei 2013) was een FBI-agent en auteur. Hij speelde in de jaren zeventig van de twintigste eeuw een belangrijke rol bij de profilering van gewelddadige daders. Na zijn pensionering bij de FBI schreef hij een aantal boeken over seriemoordenaars en gaf hij vaak lezingen over criminologie.